# Мар'ям Байрамалібекова

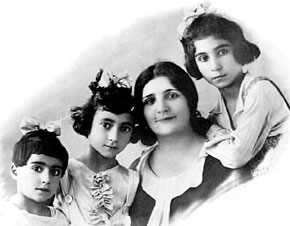
Мар'ям Байрамалібекова та її три дочки

Мар'ям Байрамалібекова (азер. Məryəm Bayraməlibəyova) (1898, [[Ленкорань|Ленкорань] — 1987, Баку) — азербайджанська громадська діячка та феміністка.

## Раннє життя
Мар’ям Байрамалібекова народилася в сім'ї азербайджанського історика та журналіста Теймура Байрамалібекова. У 1906 році Мар'ям Байрамалібекова вступила до школи-інтернату для дівчат  у Баку, а через 7 років — до середньої школи-інтернату Святої Ніни. У 1917 році вона з відзнакою закінчила школу, цього ж року, разом зі своїм батьком заснувала першу жіночу світську школу, під назвою Унс.  Восени 1917 року вступила в  Московський державний університет на медичний факультет. У 1919 році Байрамалібекова заснувала Ленкоранське жіноче благодійне товариство.  Коли почалася Жовтнева революція   Мар'ям Байрамалібекова, бувши донькою літератора, ⁣ вважала що її життя під загрозою, тому повернулася в Ленкорань. Здобути вищу освіту Мар'ям вдалося, в  1931 році,  але в  Бакинському державному університеті.

## Особисте життя
У період політичної нестабільності  Мар'ям Байрамалібекова надіслала листа призначеному  генерал-губернатору Азербайджанської Демократичної Республіки Джаваду Малік-Єганову з проханням захистити школу від  солдатів денікінської армії. Під час відвідування школи Малік-Єганов і Байрамалібекова познайомилися особисто, і попри 20-річну різницю у віці, в 1920 році одружилися. В них народилося три доньки: Азера, Талія та Асіман.  

## Життя в радянському Азербайджані
У 1925 році, через чотири роки після переїзду до Баку, Мар'ям Байрамалібекова (тоді директор середньої школи в Баку) була обрана представляти Азербайджан на Першій Всерадянській конференції вчителів. Вивчаючи право в Бакинському державному університеті, вона також перекладала твори азербайджанських поетів російською мовою. У 1933 році чоловіка Байрамалібекової заарештували за підозрою в причетності до партії «Мусават» (панівна політична партія в Азербайджанській Демократичній Республіці в 1918–1920 роках), і сім’я більше його не бачила. Через п'ять років  Байрамалібекова була заарештована за тим же звинуваченням, хоча офіційно ніколи не належала до Мусават, і була змушена покинути своїх трьох дітей. Її відправили на заслання до виправного табору в Архангельськ, на півночі Росії, де вона виконувала важку фізичну працю; однак завдяки своїй  освіті була підвищена до посади бухгалтера. Коли на початку 1940-х років вона почала втрачати зір, її відправили до Бутирської в'язниці в Москві під виглядом надання медичної допомоги за станом здоров'я. Допомога так і не була надана, і незабаром її відправили назад до Архангельська, а згодом до Караганди в Казахстан. У 1948 році, відсидівши строк, Мар'ям Байрамалібекова, тепер уже практично сліпа, повернулася до Азербайджану, але вже не змогла продовжувати свою громадську роботу. У 1956 році вона була офіційно звільнена, а в 1964 році отримала пенсію від уряду.